# Tsuga Teishō
Tsuga Teishō (都賀 庭鐘); 1718 - 1794) est un écrivain japonais.
Tsuga grandit à Osaka et, après ses études de médecine à Kyoto, retourne dans sa ville natale où il travaille en tant que médecin. Il se fait connaître comme auteur de yomihon (livre de lecture), genre attribuable à la littérature populaire. Plusieurs de ses œuvres sont basées sur des modèles de contes chinois qu'il adapte à la situation japonaise.
Les yomihon de Tsuga sont publiés de son vivant dans trois recueils : Kokon Kidan Hanabusa zōshi (1749), Kokon Kidan Shigeshige yawa (1766) et Kokon Kidan Hitsuj gusa (1786). Tsuga a pour successeurs des auteurs comme Ueda Akinari, Takebe Ayatar et Okajima Kanzan.